# Sport à Belgrade
Le Sport à Belgrade est dominé par quatre disciplines : le football, le basket-ball, le water polo et le volley-ball.

## Les principales compétitions sportives se tenant à Belgrade
- Marathon de Belgrade (annuel depuis 1988)

- Grand prix de Belgrade de 1939
- Championnat d'Europe de basketball de 1961
- Championnat d'Europe d'athlétisme en salle de 1969 (partiellement)
- 1970 Championnat du monde amateur de bodybuilding
- Coupe des clubs champions européens 1972-1973 (finale)
- Championnats du monde de natation 1973
- Championnat d'Europe de basketball de 1975
- Championnat d'Europe de football 1976
- 1977 Euroligue de basket-ball (finale)
- Championnat du monde de boxe amateur de 1978
- 1979 Coupe Korać de basket-ball (finale)
- 1998 Coupe Saporta de basket-ball (finale)
- Championnat d'Europe de basket-ball 2005
- Championnat d'Europe de volley-ball masculin 2005
- Championnat d'Europe de water polo 2006
- Championnats d'Europe de judo 2007
- Festival olympique de la jeunesse 2007
- Championnats d'Europe de tennis de table 2007
- Universiade d'été de 2009

## Les principales installations sportives de Belgrade

### Stades
- Stade du Partizan
- Stadion Crvene Zvezde

### Salles
- Belgrade Arena
- Hala Pionir

## Les principaux clubs sportifs basés à Belgrade

### Basket-ball
- Étoile rouge de Belgrade (basket-ball)
- Étoile rouge de Belgrade (basket-ball féminin)
- KK Radnički Belgrade
- OKK Belgrade
- KK Partizan Belgrade
- KK Železnik

### Football
- BASK Beograd
- FK Čukarički
- Étoile rouge Belgrade
- FK Hajduk Belgrade
- Obilic Belgrade
- OFK Belgrade
- FK Partizan Belgrade
- FK Rad Belgrade
- FK Radnički Jugopetrol Belgrade
- FK Voždovac Belgrade
- FK Zemun

### Handball
- RK Partizan Belgrade
- RK Étoile rouge de Belgrade
- ŽRK Radnički Belgrade
- Obilic Belgrade
- OFK Belgrade
- Radnicki Belgrade
- Vozdovac Belgrade

### Volley-ball
- Étoile rouge Belgrade (volley-ball masculin)
- Partizan Belgrade (volley-ball masculin)
- Partizan Belgrade (volley-ball féminin)